# Panorpa bicornuta
Panorpa bicornuta är en näbbsländeart som beskrevs av Maclachlan 1887. Panorpa bicornuta ingår i släktet Panorpa och familjen skorpionsländor. Inga underarter finns listade i Catalogue of Life.